# Vyacheslav Lukhtanov
Bản mẫu:Eastern Slavic name
Vyacheslav Lukhtanov (tiếng Ukraina: В'ячеслав Геннадійович Лухтанов; sinh 12 tháng 2 năm 1995) là một hậu vệ bóng đá Ukraina thi đấu cho FC Smolevichi.

## Sự nghiệp
Lukhtanov là sản phẩm của trường thể thao trẻ FC Dynamo. Người huấn luyện đầu tiên của anh là Oleksandr Shpakov và Yevhen Rudakov.
Anh dành sự nghiệp câu lạc bộ FC Dynamo-2 Kyiv. Vào tháng 2 năm 2015, anh được cho mượn đến FC Hoverla ở Giải bóng đá ngoại hạng Ukraina.